# Sofi Oksanen
Sofi - Elina Oksanen (ns. 7 ianuarie 1977) este o scriitoare contemporană finlandeză, născută în Jyväskylä, Finlanda Centrală. Tatăl său este finlandez, iar mama estonă.
Până în prezent, Oksanen a scris două piese de teatru și trei romane, dintre care unul a devenit best seller internațional, aducându-i acesteia câteva premii literare importante.

## Viața
Sofi Oksanen s-a născut și a crescut în Jyväskylä, într-o familie mixtă: tatăl- cetățean  finlandez de profesie electrician, mama- ingineră estonă care a emigrat în Finlanda în anii '70 en .
Oksanen a studiat Literatura la Universitatea Jyväskylä și ulterior Dramaturgie în cadrul Academiei Finlandeze de Teatru.
Scriitoarea este implicată activ în dezbaterile publice din Finlanda, participând la diverse emisiuni și îngrijind câteva coloane în presa scrisă (Sihteeri & Assistentti, Sunnuntaisuomalainen, Metro, Aamulehti). Aceasta s-a declarat bisexuală  en  și de-a lungul timpului a suferit tulburări de nutriție fi .
În numele comunității LGBT din statele baltice și Rusia, organizatorii Pride Helsinki i-au decernat un premiu pentru activatea sa în anul 2009 en .

## Activitatea literară
Sofi Oksanen a devenit cunoscută datorită primului roman,  „Stalinin lehmät” (Vacile lui Stalin),(2003), ISBN 951-0-28223-5, unde abordează atât imaginea femeilor estone care au emigrat în Finlanda, cât și problemele de nutriție ale unei tinere. Romanul a fost nominalizat pentru premiul Runeberg en .
Doi ani mai târziu, în 2005, a fost publicat romanul „Baby Jane” care tratează anxietatea ca afecțiune și violența în cuplurile de homosexuali.
Prima piesă de teatru a Sofiei Oksanen, „Puhdistus” (Purificare), a fost pusă în scenă în 2007 la Teatrul Național Finlandez. Romanul omonim, ISBN 978-951-0-33973-2, își are rădăcinile în această piesă de teatru și a fost publicat în 2008 en .
La momentul publicării, „Puhdistus”  a fost considerat cel mai bun roman de ficțiune în Finlanda  fi  și a primit numeroase premii. Ecranizarea romanului va fi realizată în cursul anului 2012 de către producătorul Markus Selin en .
Piesa de teatru „Purificarea” a avut premiera în New York pe 10.02.2011, iar din luna octombrie 2011 e pusă în scenă independent în 11 țări diferite: Norvegia, Franța, Spania, Portugalia, Suedia, Islanda, Lituania, Germania, Ungaria, Marea Britanie, Statele Unite ale Americii.

## Premii literare
Pentru romanul „Purificare”, Sofi Oksanen a fost distinsă în Finlanda cu prestigiosul premiu Finlandia în 2008, premiul Runeberg (2009) și Premiul pentru Literatură al Consiliul Nordic (2010) en .
În Franța, romanul a câștigat premiul Fnac, fiind selectat dintre alte 300 de lucrări și a fost bine primit de criticii literari. A fost pentru prima dată când premiul a fost decernat unui străin.
fr .
„Purificare” a fost de asemenea prima operă finlandeză care a câștigat premiul francez Femina Étranger 
și prima scriitoare finlandeză care a fost distinsă cu Premiul pentru Literatură al Consiliul Nordic  en .
În anul 2009 Sofi Oksanen a fost declarată „Personalitatea Anului” de către titratul ziar estonian „Postimees”  en , iar în 2010 Toomas Hendrik Ilves, președintele Estoniei a decorat-o cu Ordinul Crucii Terra Mariana, clasa a IV-a.